# Radu Voinea
Radu P. Voinea (n. 24 mai 1923, Craiova, Dolj – d. 11 mai 2010, București) a fost un inginer român, profesor universitar, membru și fost președinte al Academiei Române. Între alte funcții politice, a fost membru al Comitetului Central al Partidului Comunist Român. Radu Voinea a fost deputat în Marea Adunare Națională în sesiunile din perioada 1975 - 1989. În cadrul activității sale în Marea Adunare Națională în sesiunea 1985 - 1989, Radu Voinea a fost membru în comisia pentru probleme de apărare și în comisia pentru politică externă și cooperare economică internațională. În anul 2000 a fost decorat cu Ordinul Național „Pentru Merit” în grad de Mare Cruce.

## Studii
A urmat cursurile școlii primare "Petrache Trișcu" din Craiova în perioada 1929-1933, apoi cursurile liceului "Frații Buzești" din Craiova în perioada 1933-1941. În perioada 1941-1946 a urmat cursurile secției de construcții a Politehnicii din București, obținând în anul 1946 diploma de inginer constructor.

## Titluri științifice
În 1949 și-a susținut teza de doctorat cu titlul Contribuții la studiul stabilității elastice a sistemelor static nedeterminate. A obținut titlul științific de doctor inginer cu distincție magna cum laude, care i-a fost echivalat în 1963 de Ministerul Învățământului cu titlul de doctor docent.
- În anul 1963 a fost ales membru corespondent al Academiei Române, iar în 1974 membru titular.
- În 1972 a obținut titlul de profesor emerit, iar în 1974 titlul de om de știință emerit.
- În anul 1987 a fost ales membru titular al Academiei Europene de Arte, Științe și Litere.
- În anul 1996 a devenit Doctor Honoris Causa al Universității din Timișoara și al Universității din Craiova.
- În anul 1998 a devenit Doctor Honoris Causa al Universității Tehnice "Gheorghe Asachi" din Iași și al Universității Tehnice de Construcții din București, iar doi ani mai târziu a devenit Doctor Honoris Causa al Universităților din Pitești și Petroșani.
- În anul 2000 a devenit Doctor Honoris Causa al Universității „Dunărea de Jos” din Galați și în 2001 al Universității "Ștefan cel Mare" din Suceava.
- În 2002 i s-a conferit titlul de Doctor Honoris Causa de către Universitatea "Transilvania" din Brașov și de către Universitatea „Ovidius” din Constanța.
- A fost Președinte al Academiei de Științe Tehnice din România.

## Activitatea de conducere
În perioada 1964-1967 a fost prorector al Institutului Politehnic București, iar în perioada 1972-1981 a fost rectorul institutului. În perioada 1967-1974, Radu Voinea a îndeplinit funcția de secretar general al Academiei Române, în 1984 funcția de președinte al Secției de științe tehnice a Academiei. În perioada 1984-1990 a fost președintele Academiei Române.

## Activitatea de cercetare științifică
Activitatea științifică se concretizează în lucrări care poti fi grupate astfel: tratate, lucrări științifice publicate în volume, articole științifice publicate în reviste de specialitate din țară și străinătate, comunicări publicate în volumele unor manifestări științifice internaționale și naționale, manuale didactice și culegeri de probleme publicate în edituri didactice în mai multe ediții etc. 
În cadrul activității de cercetare științifică au fost abordate probleme de mecanică teoretică, de teoria mecanismelor, de stabilitate elastică și de dinamica autovehiculelor și mașinilor.

## Distincții
- Ordinul „Meritul Științific” clasa I (7 mai 1981) „pentru rezultatele obținute în îndeplinirea cincinalului 1976–1980, pentru contribuția deosebită adusă la înfăptuirea politicii Partidului Comunist Român de făurire a societății socialiste multilateral dezvoltate în patria noastră, cu prilejul aniversării a 60 de ani de la făurirea Partidului Comunist Român”[7]